# Catherine Schell
Pour les articles homonymes, voir Schell.
Katherina Schell von Bauschlott, dite Catherine Schell,  est une actrice britannique-hongroise, née à Budapest le 17 juillet 1944.

## Biographie

### Histoire familiale
Issue d'une famille d'aristocrates hongrois, elle naît dans la pauvreté, les biens de sa famille ayant été confisqués par les nazis dès le début de la Seconde Guerre mondiale. À la prise du pouvoir par les communistes en 1948, elle trouve asile à Vienne et à Salzbourg en Autriche, puis émigre aux États-Unis en 1950 où son père renonce à tous ses titres nobiliaires afin d'acquérir la nationalité américaine. 
Catherine fréquente alors une école tenue par des religieuses dans le quartier de Staten Island à New York. 
En 1957, son père, Paul Schell, entre à Radio Free Europe et toute la famille retourne en Europe, à Munich où Catherine se prend de passion pour la comédie et entre à la prestigieuse école Falckenberg.

### Carrière
Catherine Schell joue dans de nombreuses séries télévisées dont Amicalement vôtre, L'Aventurier et surtout Cosmos 1999, où elle interprète Maya, la métamorphe de la deuxième saison, ainsi qu'un petit rôle dans la première saison.
Elle joue également dans divers films dont un James Bond, Au service secret de Sa Majesté, avec George Lazenby et Diana Rigg, dont l’action se déroule principalement en Suisse dans les environs du Schilthorn et au sommet de celui-ci (alors surnommé Piz Gloria).
Elle se marie à l'acteur britannique William Marlowe (en) en 1968 et divorce de lui en 1977. 

### La France
En 1982, Catherine Schell épouse le réalisateur de télévision britannique Bill Hays (en) (mort en 2006), puis part avec lui pour la France au milieu des années 1990 où ils tiennent des chambres d'hôtes à partir de janvier 1995, à Bonneval, près de La Chaise-Dieu dans la Haute-Loire, région que son mari et elle avaient découverte lors du tournage de Wish Me Luck, une série télévisée sur la Seconde Guerre mondiale. Son établissement devient d'ailleurs une destination très prisée des membres des fan clubs de Cosmos 1999. Mais elle s'en sépare à la mort de son mari.

## Filmographie

### Cinéma
- 1964 : Lana, déesse de la jungle de Cyl Farney et Géza von Cziffra : Reine Lana (au générique sous le nom de Catherina von Schell)
- 1964 : Das Verrätertor de Freddie Francis : Hope Joyner
- 1967 : Jugement à Prague de John Ainsworth et Bernard Knowles : Catherine Grant (au générique sous le nom de Catherina von Schell)
- 1968 : Services spéciaux, division K de Val Guest : Maggi
- 1968 : Amsterdam Affair de Gerry O'Hara : Sophie Ray
- 1969 : Alerte Satellite 02 de Roy Ward Baker : Clementine Taplin (au générique sous le nom de Catherina von Schell)
- 1969 : Au service secret de Sa Majesté de Peter Hunt : Nancy (au générique sous le nom de Catherina von Schell)
- 1972 : Madame Sin de David Greene : Barbara
- 1974 : Callan de Don Sharp : Jenny
- 1974 : Contre une poignée de diamants de Don Siegel : Lady Julyan
- 1975 : Le Retour de la Panthère rose de Blake Edwards : Lady Claudine Litton
- 1977 : Les Voyages de Gulliver de Peter Hunt : Mary
- 1979 : Le prisonnier de Zenda de Richard Quine : Antoinette
- 1982 : The Island of Adventure de Anthony Squire : Alison Mannering
- 1982 : On the Third Day de Stanley O'Toole (en) : Clarissa Hammond
- 1987 : On the Black Hill de Andrew Grieve : Lotte Zons
- 1990 : The March de David Wheatley : Noelle Epps
- 1993 : Piccolo grande amore de Carlo Vanzina : Comtesse Von Dix

### Télévision

#### Séries télévisées
- 1967 : Till Eulenspiegel[2] : Nele (au générique sous le nom de Katharina von Schell)
- 1971 : Paul Temple, épisode Death of Fasching  : Uschi
- 1971 : The Troubleshooters, épisode Pie in the Sea : Kirsten Hansen
- 1971 : The Search for the Nile, épisodes The Great Debate et The Secret Fountains : Florence Baker
- 1971 : Amicalement vôtre, épisode Le Lendemain matin : Kristin
- 1972 : A Family at War, épisode Two Fathers : Erika
- 1972-1973 : L'Aventurier, onze épisodes : Diane Marsh
- 1973 : Les Rivaux de Sherlock Holmes, épisode The Sensible Action of Lieutenant Holst : Maria Wolkinski
- 1973 : Arthur, roi des Celtes, épisode The Girl from Rome : Benedicta
- 1974 : Napoleon and Love, 4 épisodes : Marie Walewska
- 1974 : Dial M for Murder[3], épisode Contract : Helen
- 1975 : Regan, épisode Big Spender : Stella Goodman
- 1975 : Angoisse, épisode The Next Voice You See : Julie
- 1975 : Looking for Clancy, 4 épisodes : Penny Clancy
- 1975-1977 : Cosmos 1999, 25 épisodes : la servante du Gardien dans l'épisode "Le Gardien de Piri" saison 1, puis Maya dans la saison 2
- 1977 : Supernatural, épisode Viktoria : Theresa
- 1978 : La Grande Aventure de James Onedin, 1 épisode : Hannah Webster
- 1978 : Le Retour du Saint, 1 épisode : Samantha
- 1979 : Doctor Who, épisode City of Death : La comtesse
- 1980 : Sherlock Holmes and Doctor Watson, épisode The Case of the Deadly Tower : Lady Tarlton Tarleton
- 1980 : The Gentle Touch, épisode Melody : Margot
- 1980-1981 : The Spoils of War, 10 épisodes : Paula Brandt
- 1982 : Strangers, épisode A Swift and Evil Rozzer : Sophy Paget-Lombardi
- 1983 : Bergerac, épisode Prime Target : Veronique
- 1983 : Le crime est notre affaire, épisode The Ambassador's Boots : Virma La Strange
- 1985 : One by One, 6 épisodes : Lady Anne Pendle
- 1985 : My Brother Jonathan, 1 épisode : Mme Martyn
- 1985-1986 : Mog, 13 épisodes : Mme Mortenson
- 1988 : Screen Two, épisode Border : Melena Lotskova
- 1989 : The Bill, épisode Silver Lining : Mme Stern
- 1989 : Howards' Way, 1 épisode : Yvette Studer
- 1990 : Wish Me Luck, 8 épisodes : Virginia Mitchell
- 1991 : Les règles de l'art, épisode Raise the Hispanic : Francis Beauchamp
- 1992 : Moon and Son, épisode Nearly Dearly Departed : Mme Milestone
- 1993 : Screen Two, épisode The Clothes in the Wardrobe : Marie-Claire
- 1994 : The Wimbledon Poisoner, 2 épisodes : Mme Gunther
- 1996 : Brigade volante, 1 épisode : Inspecteur Hélène Masson
- 2020 : Dracula, épisode Vaisseau sanguin (Blood Vessel) : Duchesse Valeria

#### Téléfilms
- 1976 : Destination Moonbase-Alpha de Tom Clegg : Maya
- 1979 : Sherlok Kholms i doktor Vatson: Znakomstvo de Igor Maslennikov
- 1982 : Cosmic Princess de Charles Crichton et Peter Medak : Maya
- 1982 : The Tale of Beatrix Potter de Bill Hays
- 1984 : A Month in the Country de Bill Hays : Lizaveta

#### Courts métrages
- 2004 : Space: 1999 de Gareth Randall : Maya

## Distinctions
- Bravo Otto en 1978 : « Bronze » catégorie « Vedette féminine de télévision »